# Невский сельский совет (Кременский район)
Невский сельский совет (укр. Невська сільська рада) — входит в состав
Кременского района
Луганской области
Украины.

## Населённые пункты совета
- с. Невское
- с. Новолюбовка

## Адрес сельсовета
92917, Луганська обл., Кремінський р-н,
с. Невське, вул. Яроцького; тел. 95-5-16 (укр.)